# IJsselstein

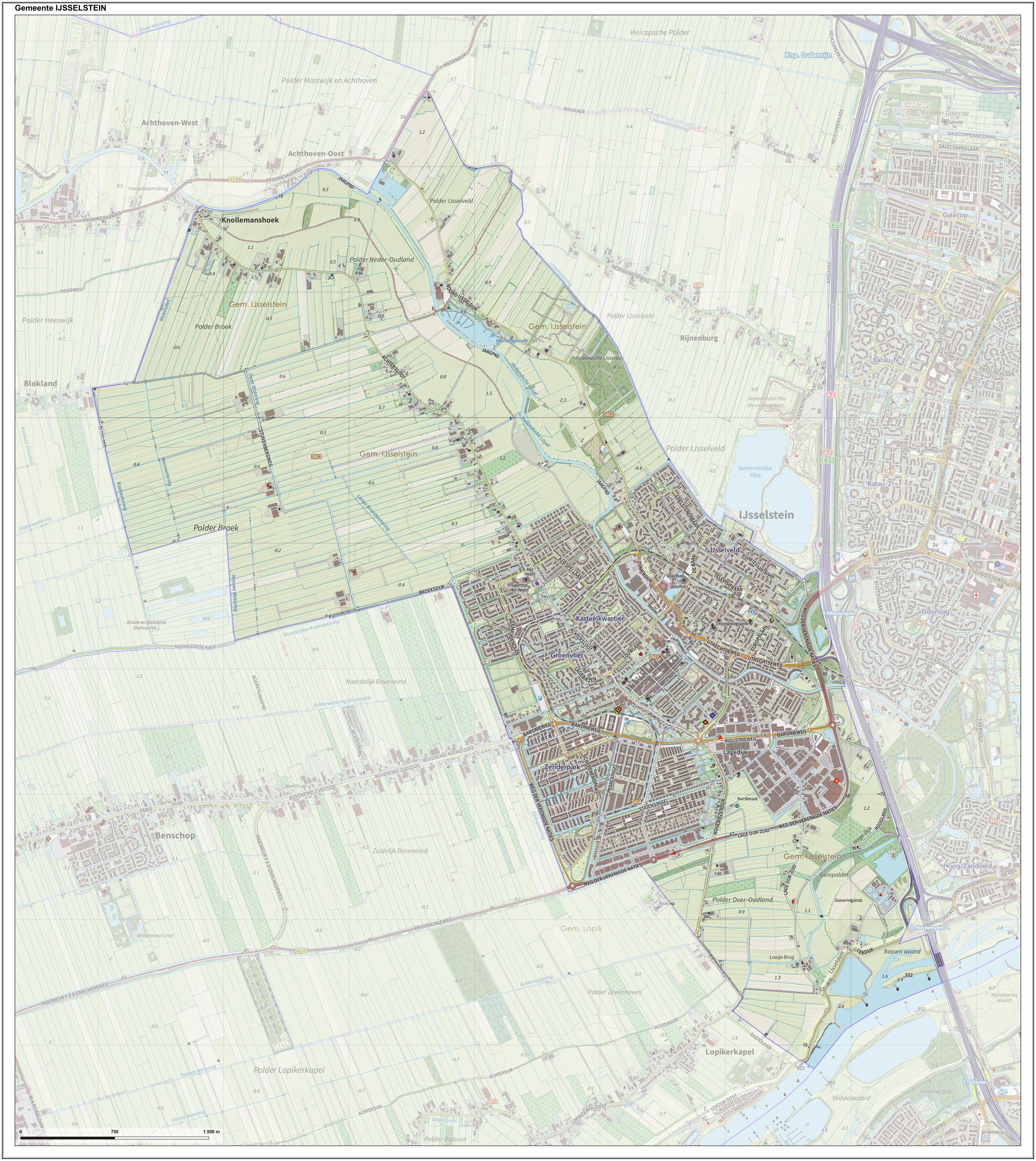
Topografische gemeentekaart van IJsselstein, mei 2017

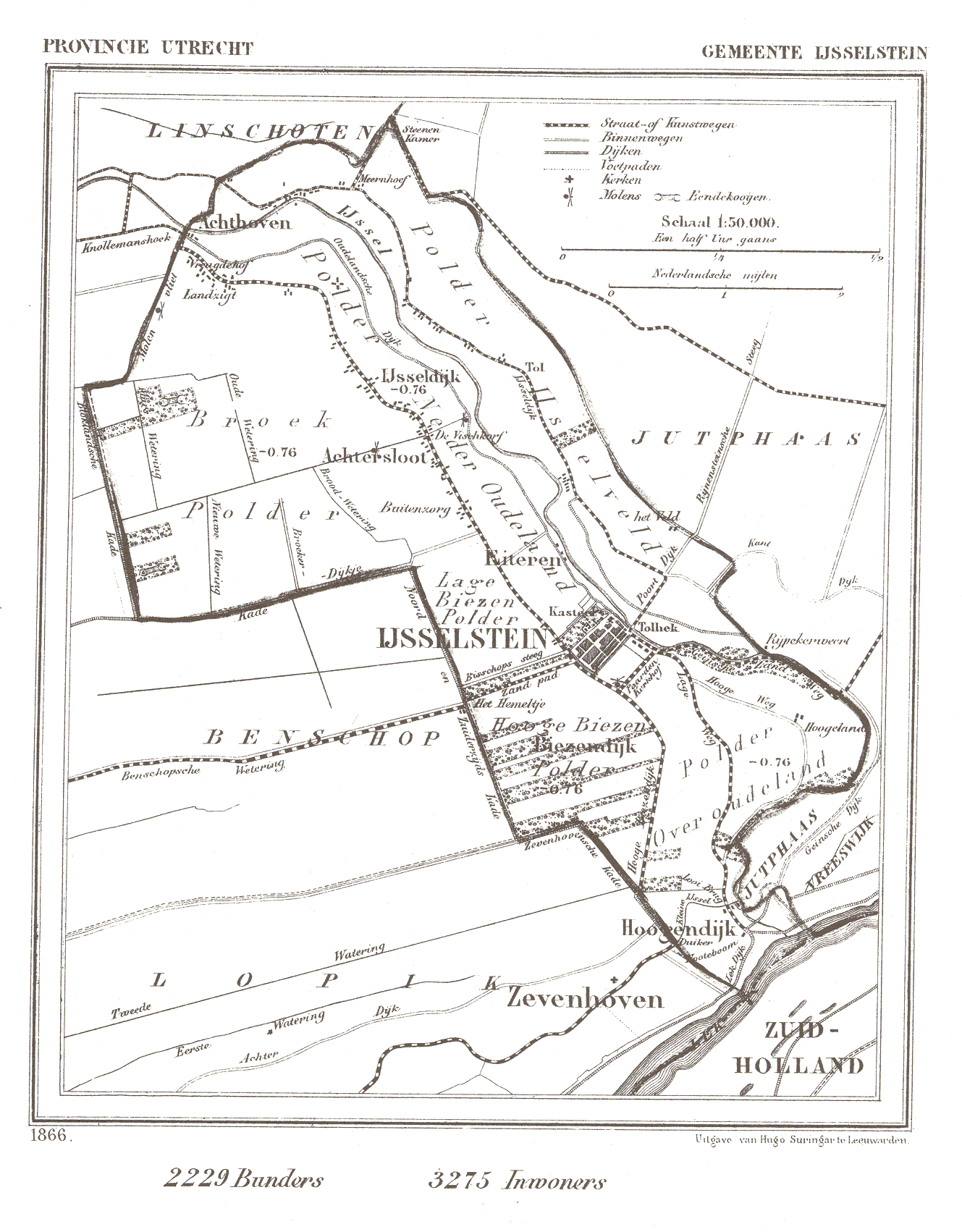
Kaart van de gemeente IJsselstein in 1866.

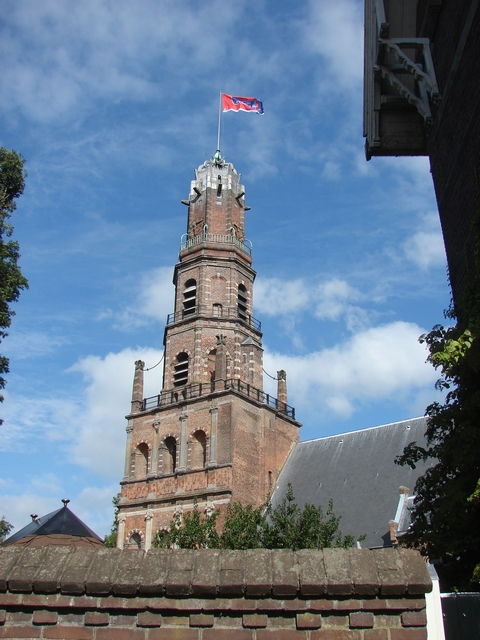
De Oude Sint-Nicolaaskerk (Hervormde kerk)

IJsselstein (uitspraakⓘ) is een stad en gemeente in de Nederlandse provincie Utrecht. De gemeente herbergt 33.421 inwoners (22 november 2024, bron: CBS) op een oppervlakte van 21,62 km² (waarvan 0,46 km² water). IJsselstein dankt zijn naam aan de Hollandse IJssel en is onderdeel van de agglomeratie Utrecht. IJsselstein wordt omringd door de gemeenten Utrecht, Montfoort, Lopik, Vijfheerenlanden en Nieuwegein. Binnen de gemeente IJsselstein bevindt zich ook deels de buurtschap Knollemanshoek, dat voor de postcodes deels onder IJsselstein valt (het overige deel valt voor de postcodes onder Montfoort).

## Geschiedenis
IJsselstein ontstond als nederzetting in de buurt van kasteel IJsselstein, dat in 1279 voor het eerst wordt genoemd toen het in het bezit kwam van Gijsbrecht van Amstel. Hij ging zich later ook Gijsbrecht van IJsselstein noemen.
Vermoedelijk in 1310 kreeg het dorp stadsrechten. 1310 was een belangrijk jaar voor IJsselstein. Er is een akte voor de wijding van de Nicolaaskerk, een huwelijksakte van Maria van Henegouwen en Arnoud van Amstel en een akte uit dat jaar waarin toestemming wordt verleend voortaan drie jaarmarkten te houden. De stad IJsselstein is dan officieel een feit. Omstreeks 1390 werd het ommuurd, mogelijk voor de tweede keer. In 1418 werd het verwoest door Jacoba van Beieren op verzoek van de Utrechters en in 1466 door bendes uit Gelderland. Bij de wederopbouw na 1466 werd een gebied ommuurd dat maar ongeveer half zo groot was als daarvoor: het gebied gevormd door de huidige wijk Nieuwpoort viel erbuiten. Na een aanval van jonker Floris van IJsselstein op de stad Utrecht volgde er in 1482 een beleg van IJsselstein door de Utrechters, en in 1511 nog eens.
In 1551 kwam IJsselstein in het bezit van Willem van Oranje als gevolg van diens huwelijk met Anna van Egmond en Buren.
Willem en zijn opvolgers, de Prinsen van Oranje, besteedden niet veel aandacht aan hun kleine feodale bezit, maar onder de Friesche Nassaus die de baronie na de dood van de kinderloze Willem III erfden werd IJsselstein in 18de eeuw een klein belastingparadijs. In de Republiek bestonden in de 18de eeuw naast de zeven gewesten een aantal zelfstandige ministaatjes. IJsselstein was er daar een van. In tegenstelling tot andere vrijplaatsen gebruikte de baronie haar autonomie veel minder om asiel te verlenen aan criminelen, maar vormde ze zich om tot een belastingparadijs dat rijke inwoners uit de hele Republiek trok. Vooral renteniers werden door de belastingtarieven aangetrokken. Voor failliet gegane ondernemers en particulieren was IJsselstein minder aantrekkelijk. Het stadje koos voor een respectabele positie.
Maria Louise van Hessen-Kassel, de regentes voor Willem IV, liet in IJsselstein openbare werken verrichten. Er kwamen riolen en een Latijnse School. Voor de kinderen van de rijke ingezetenen was er een schermleraar.
Omdat het centrale gezag in de Republiek der Verenigde Nederlanden zwak was en de positie van de stadhouders sterk, maakte pas de Bataafse Revolutie aan het eind van de 18e eeuw een einde aan de uitzonderingspositie van IJsselstein en de andere enclaves. De verloren autonomie op fiscaal gebied veroorzaakte daarop grote economische achteruitgang.
De indertijd hoge algemene belastingen werden toen ook in IJsselstein ingevoerd. Een groot deel van de renteniers verliet daarom de baronie. Bovendien werden andere economische pijlers, bijvoorbeeld het verbouwen van hennep voor de touwfabricage, aangetast door het Napoleontische Continentaal stelsel, dat de Fransen in 1806 invoerden en dat de handel tussen het Europese continent en Groot-Brittannië verbood. IJsselstein ging in de 19e eeuw een tijd van grote armoede tegemoet. Pas na de Tweede Wereldoorlog kwam IJsselstein, nu als forensengemeente, weer tot bloei.

## Architectuur
Bij de stichting van het Verenigd Koninkrijk der Nederlanden in 1815 werd IJsselstein bij de provincie Utrecht gevoegd.
Tot ver in de 19e eeuw groeide de stad nauwelijks. Rond 1865 had IJsselstein slechts 3275 inwoners. Vooral na de Tweede Wereldoorlog breidde de stad zich sterk uit, ook aan de andere kant van de Hollandse IJssel.
De Hervormde kerk, oorspronkelijk gewijd aan de heilige Nicolaas van Myra en gesticht door Gijsbrecht van Amstel, dateert gedeeltelijk uit 1309, maar is grotendeels laat-15e-eeuws, waarschijnlijk een gevolg van de verwoestingen in 1466. In de kerk bevindt zich de graftombe van de heren van IJsselstein met daarop vier liggende beelden, waaronder een van Gijsbrecht.
De kerktoren kwam vermoedelijk gereed in 1535 en is waarschijnlijk gebouwd onder leiding van de architect Alessandro Pasqualini uit Bologna. Hij geldt als een van de belangrijkste voorbeelden van vroege Renaissance-architectuur in Nederland. De opvallende spits is een Amsterdamse School-ontwerp van architect Michel de Klerk, dat na diens dood werd uitgevoerd.
De rooms-katholieke Sint-Nicolaasbasiliek dateert uit 1885-1887 en is een grote neogotische kerk naar ontwerp van architect Alfred Tepe.
Kasteel IJsselstein werd in 1417 gesloopt, maar zo'n vijftig jaar later herbouwd in opdracht van Frederik van Egmond. In 1888 werd het afgebroken, op de toren na. De toren is op 15 januari 2016 overgedragen aan de Nationale Monumentenorganisatie.
Korenmolen de Windotter is de ronde stenen wal- en stellingmolen die in 1732 is gebouwd. De molen staat op de zuidwestzijde van de stadswal van IJsselstein. De molen was van oorsprong een dwangmolen, een molen waar de boeren uit de omgeving verplicht waren hun graan te laten malen. Tevens werd er met het maalloon belasting geheven. In 1881 werd in een bijgebouw een stoommachine geplaatst, dit om ook bij windstil weer toch te kunnen malen. De hoogte van de stelling bedraagt 6,7 meter. De molen heeft een vlucht van 26 meter. De laatste molenaar, B. van Woerden, heeft de molen in 1918 verkocht, waarna gedeeltelijke sloop van kap, gaande werk en wiekenkruis volgden. Tot 1978 werd de molen gebruikt als woning en opslag van brandstoffen. De gemeente IJsselstein kocht in 1984 het restant, en liet vervolgens de molen restaureren (1987). De Windotter is eigendom van de Stichting 's-Herenkorenmolen te IJsselstein. De molen kan op vrijdag en zaterdag bezocht worden
Op het grondgebied van de gemeente staat de Gerbrandytoren. De Gerbrandytoren is ook bekend als grootste kerstboom ter wereld. In de maand december branden ledlampen die bevestigd zijn aan de kabels van de toren waardoor de toren op een grote kerstboom lijkt.
In Museum IJsselstein (MIJ) wordt het verleden van de stad uit de doeken gedaan.

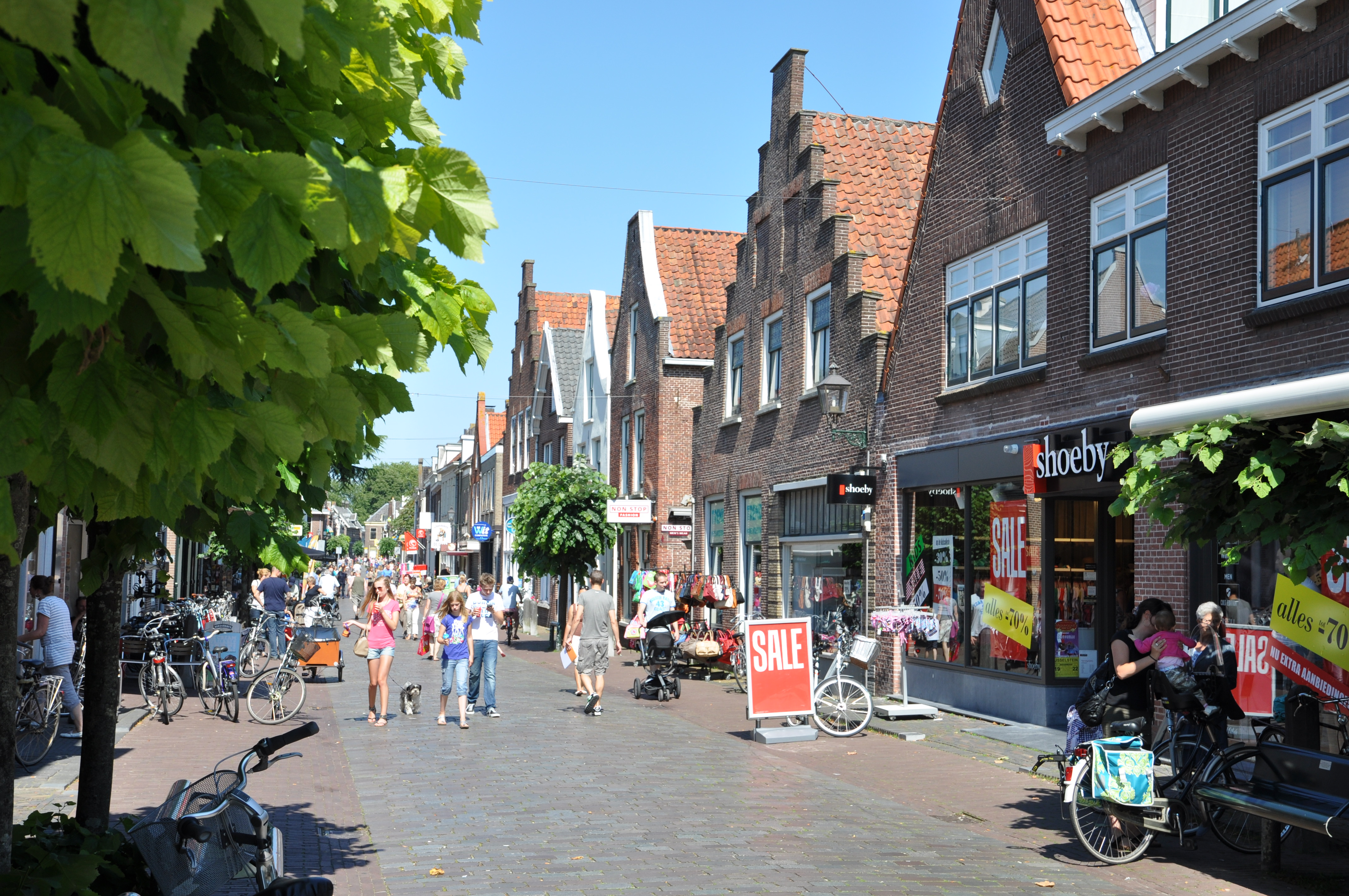
Benschopperstraat
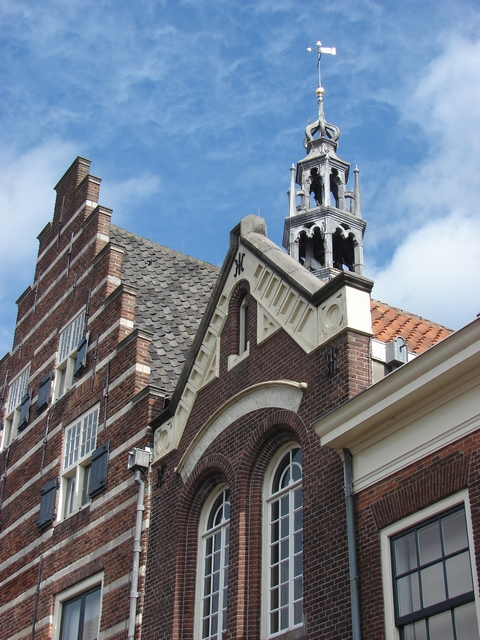
Centrum
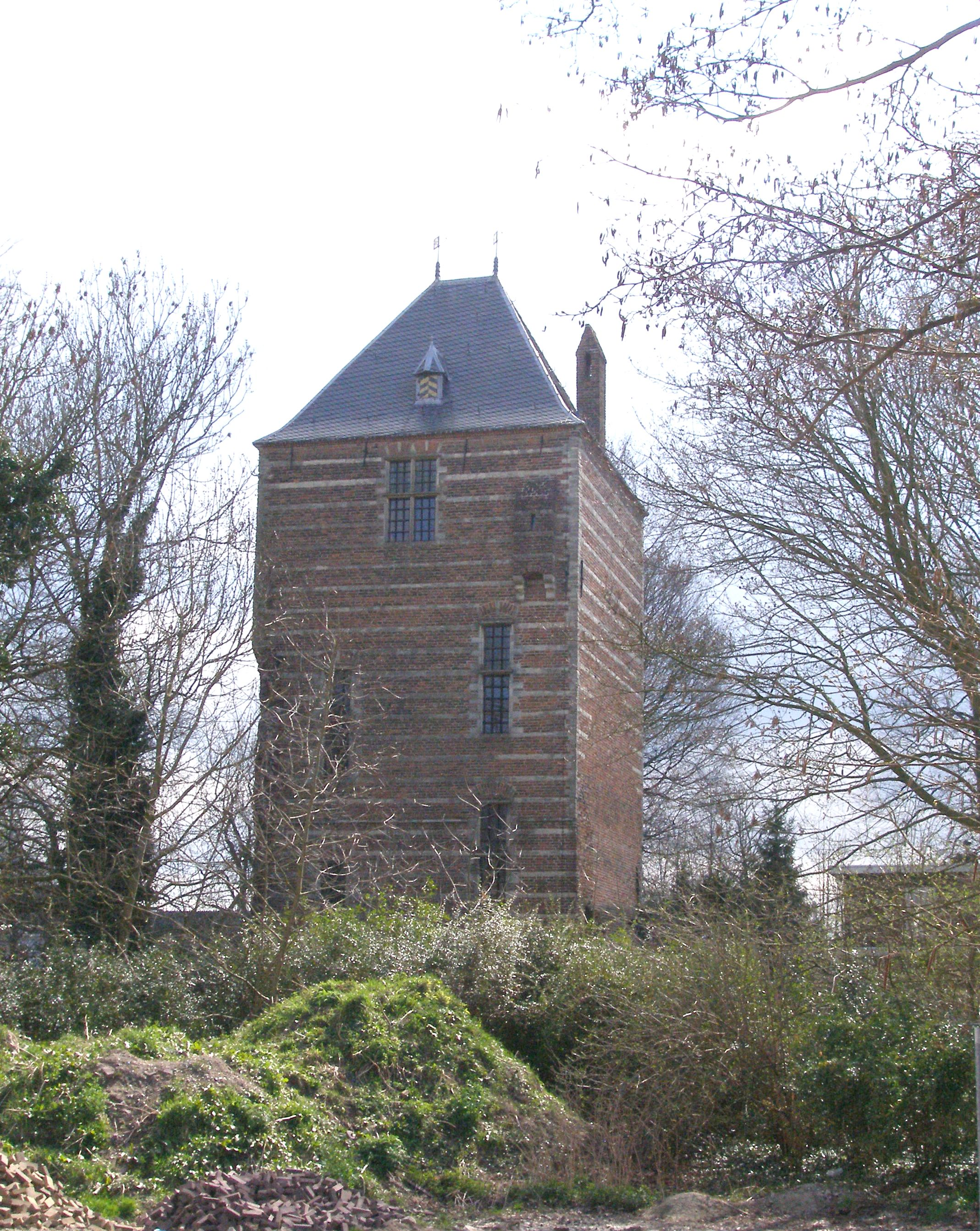
De overgebleven toren van Kasteel IJsselstein
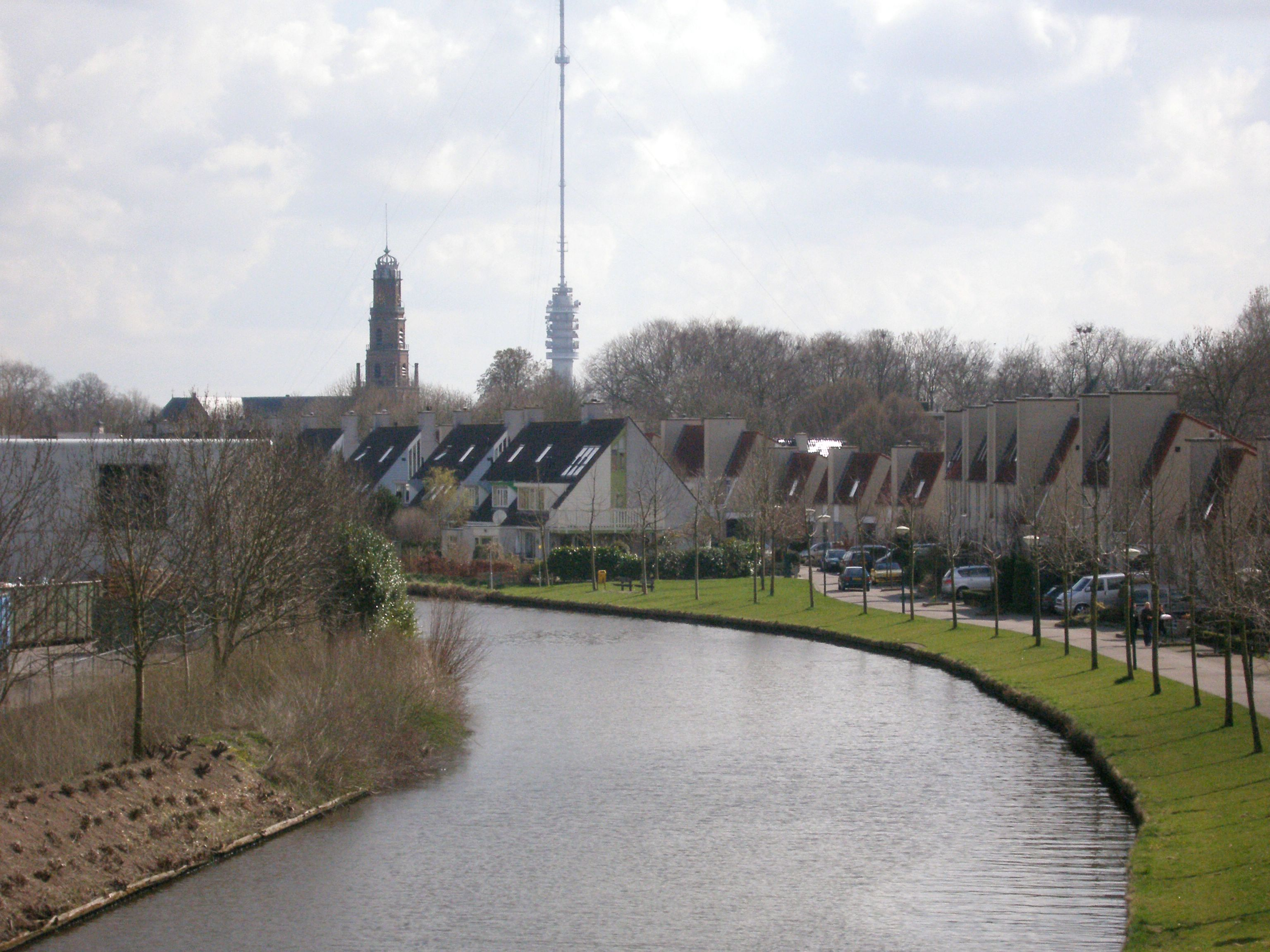
Gezicht op de Hollandse IJssel en IJsselstein, met op de achtergrond de Hervormde Kerk en de Gerbrandytoren.
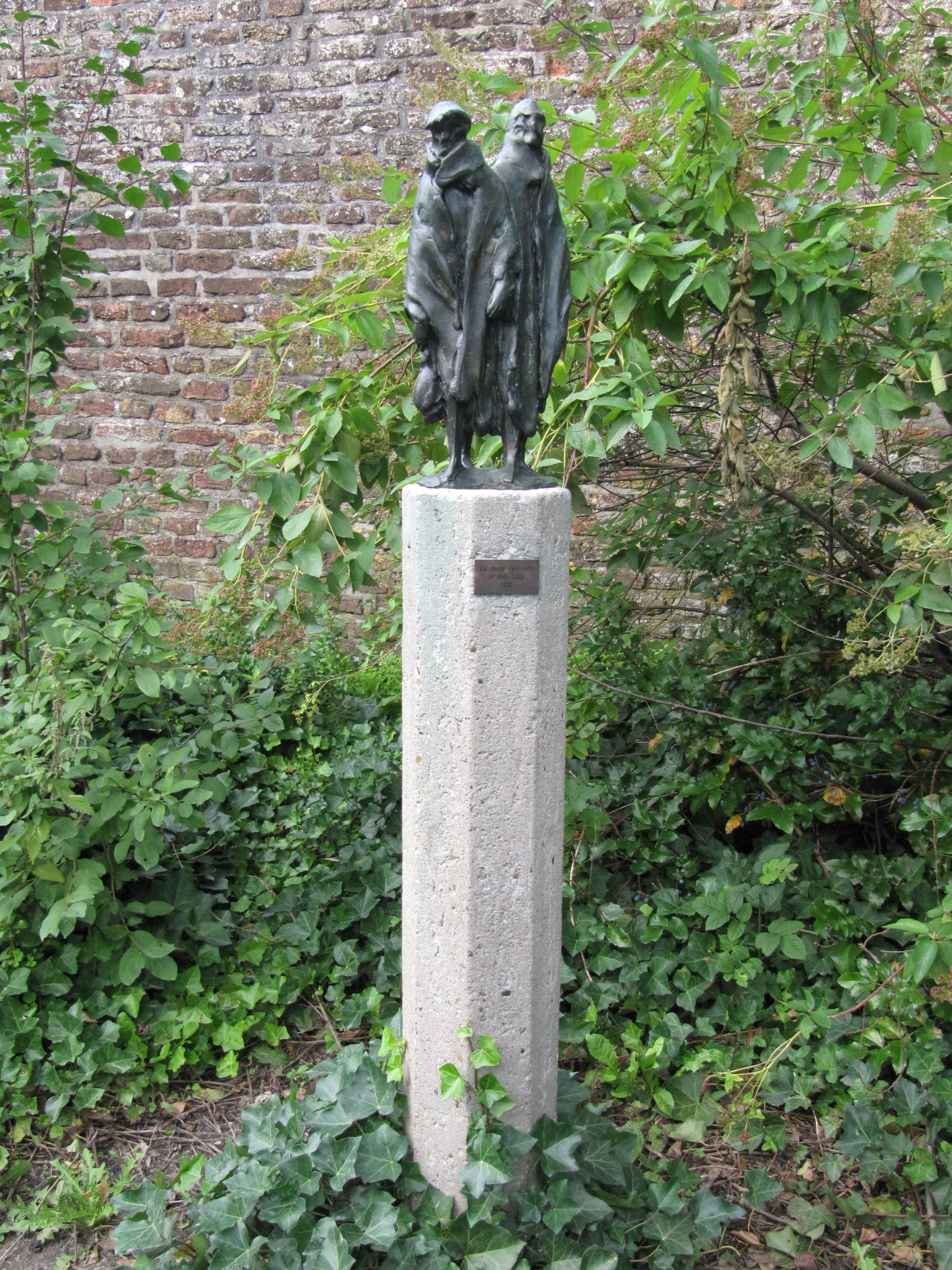
De twee zwervers van Jan van Luijn
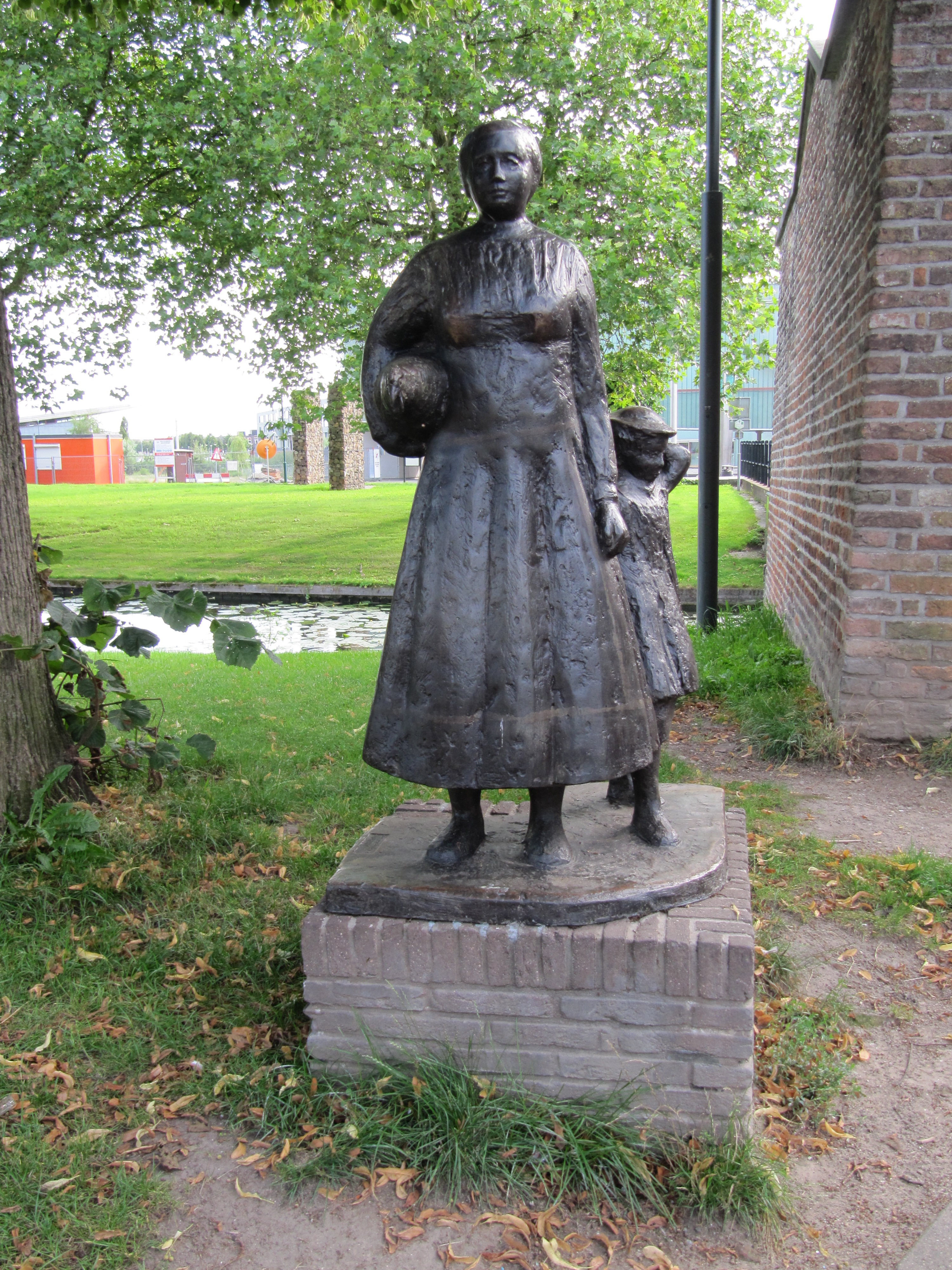
Vrouw met kind en kip van Lucas van Blaaderen
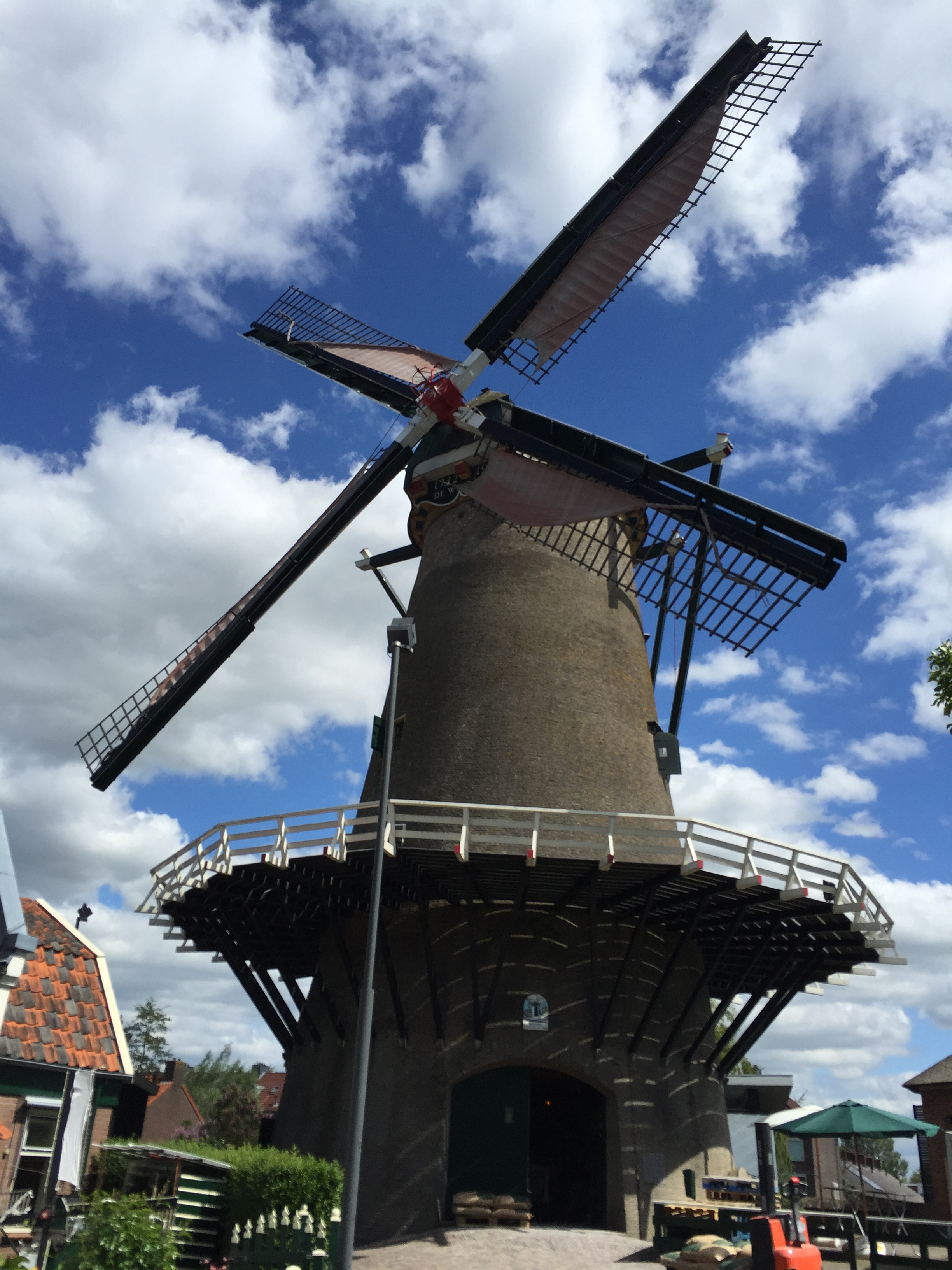
De Windotter IJsselstein
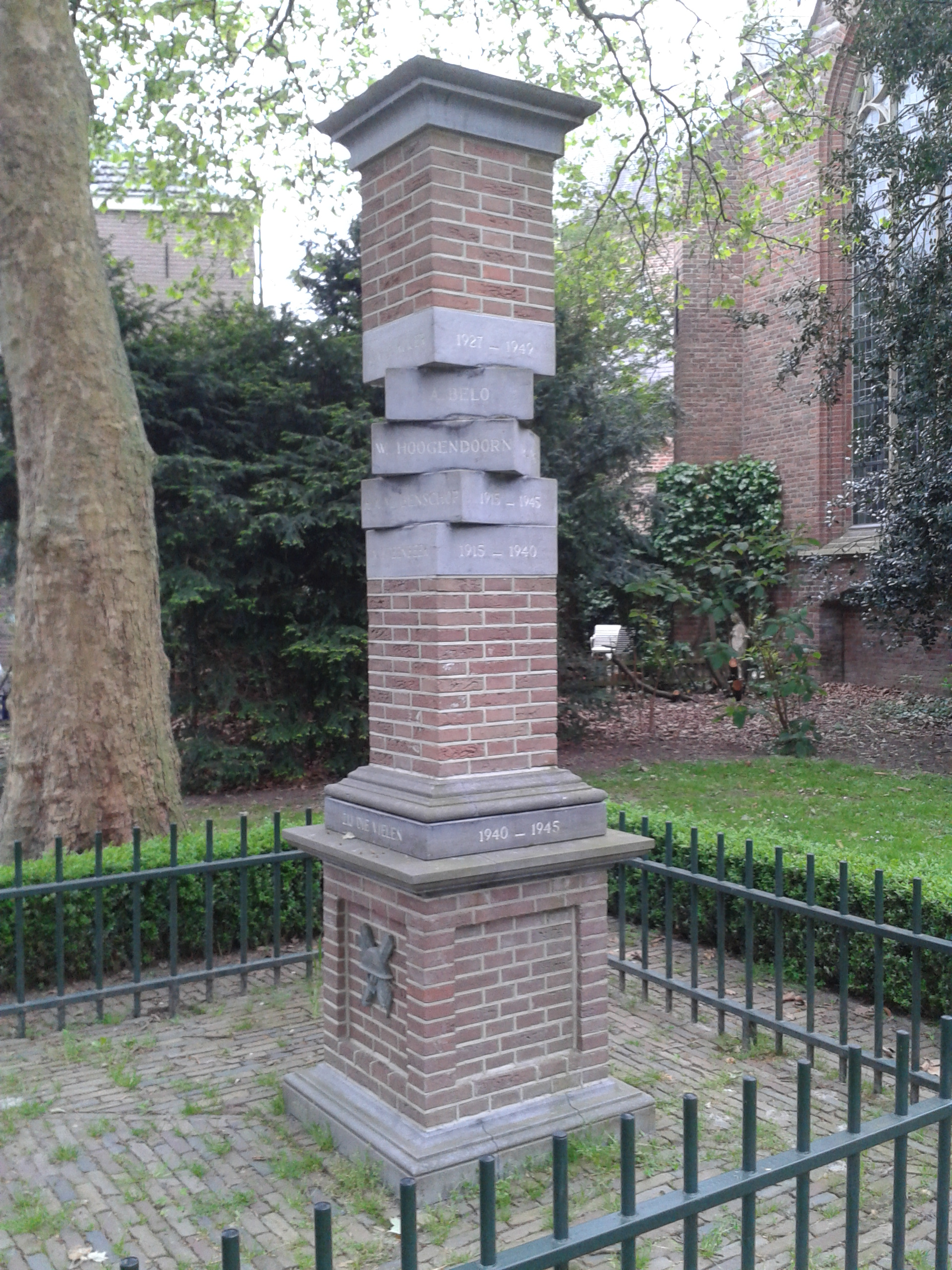
Herdenkings monument IJsselstein

## Wijken
Het CBS deelt IJsselstein in in één wijk (00 IJsselstein) die weer onderverdeeld is in de volgende buurten:
| - Binnenstad - Nieuwpoort - Groenvliet - Kasteelkwartier - Europakwartier - Oranjekwartier - IJsselveld-Oost - IJsselveld-West - IJsseloevers - Hazenveld en Overwaard - Rijpickerwaard - Panoven - Paardenveld - Over Oudland - Industrieterrein Lage Dijk |  | - Bedrijventerrein De Corridor - De Hoven en De Boomgaard - De Tuinen - Het Hart - De Wereldsteden - De Rivieren - Het Staatse - Benschopperpoort en Het Podium - Achterveld-Zuid - Achterveld-West - Achterveld-Noord - Achterveld-Oost - Eiterse Waard - Landelijk gebied Noord - Landelijk gebied Zuid |

### Aangrenzende gemeenten
| Aangrenzende gemeenten | Aangrenzende gemeenten | Aangrenzende gemeenten | Aangrenzende gemeenten | Aangrenzende gemeenten |
| ---------------------- | ---------------------- | ---------------------- | ---------------------- | ---------------------- |
|                        |                        | Utrecht                |                        |                        |
|                        |                        |                        |                        |                        |
| Montfoort              | Nieuwegein             |                        |                        |                        |
|                        |                        |                        |                        |                        |
| Lopik                  |                        |                        |                        | Vijfheerenlanden       |

## Monumenten en beelden
Een deel van IJsselstein is een beschermd stadsgezicht. Verder zijn er in het stadje tientallen rijksmonumenten, gemeentelijke monumenten en oorlogsmonumenten, zie.
- Lijst van rijksmonumenten in IJsselstein
- Lijst van oorlogsmonumenten in IJsselstein
- Lijst van gemeentelijke monumenten in IJsselstein
- Lijst van beelden in IJsselstein

## Oudheden
- Het heiligdom van Onze Lieve Vrouw van Eiteren in het voormalige kerkdorp en bedevaartsoord Eiteren.
- In 2009 werden in IJsselstein bij een opgraving onverstoorde grafheuvels uit de 2e eeuw n.Chr. ontdekt.[4]

## Infrastructuur
IJsselstein ligt ten westen van de voormalige groeikern Nieuwegein en is met sneltramlijn 21 verbonden met het centrum van Nieuwegein en Utrecht. De A2 vormt de scheidslijn tussen IJsselstein en Nieuwegein. Door IJsselstein stroomt de Hollandse IJssel.

## Sport
IJsselstein kent onder meer twee voetbalverenigingen: VVIJ en IJFC. Beide clubs spelen op sportpark Groenvliet. Daarnaast zijn er ook verenigingen voor basketbal, turnen, badminton, hockey, (kick)boksen, zaalvoetbal, handbal, tennis, tafeltennis, volleybal, zwemmen, korfbal, dansen en judo.

## Partnerstad
- Sinds 1979:  Herentals (België)

IJsselstein had van 1994 tot 2010 een stedenband gehad met de  Tsjechische stad Strakonice. Deze stedenband is op initiatief van IJsselstein beëindigd. Naar beide steden is een straat vernoemd.

## Zetelverdeling gemeenteraad
De gemeenteraad van IJsselstein bestaat uit 23 zetels. Hieronder staat de samenstelling van de gemeenteraad sinds 1994:
| Partij       | 1994 | 1998 | 2002 | 2006 | 2010 | 2014 | 2018 | 2022 |
| ------------ | ---- | ---- | ---- | ---- | ---- | ---- | ---- | ---- |
| LDIJ         | -    | -    | -    | 3    | 2    | 5    | 7    | 9    |
| VVD          | 5    | 6    | 7    | 5    | 8    | 4    | 6    | 4    |
| CDA          | 5    | 4    | 6    | 4    | 3    | 3    | 3    | 3    |
| GroenLinks   | 1    | 2    | 2    | 2    | 2    | 2    | 2    | 2    |
| D66          | 4    | 1    | 1    | 1    | 3    | 5    | 3    | 2    |
| PvdA         | 3    | 4    | 5    | 7    | 3    | 1    | 1    | 2    |
| ChristenUnie | 1*   | 1*   | 1    | 1    | 1    | 1    | 1    | 1    |
| SP           | -    | -    | -    | -    | 1    | 2    | -    | -    |
| SGP          | -    | 1    | 1    | -    | -    | -    | -    | -    |
| Totaal       | 19   | 19   | 23   | 23   | 23   | 23   | 23   | 23   |

*: RPF

## Geboren in IJsselstein
- Ries Mulder (1905-1973), kunstschilder
- Jean Leering (1934-2005), museumdirecteur, hoogleraar kunstgeschiedenis
- Cor Adelaar (1942-2016), voetballer
- Anita Elberse (1973), professor aan Harvard Business School
- Roemjana de Haan (1974), danseres en choreografe
- Remco Heerkens (1977), voetballer
- Lieke van Lexmond (1982), actrice
- Michel Vorm (1983), voetballer
- Nicki Pouw-Verweij (1991), politica, Tweede Kamerlid
- Espen van Ee (2003), voetballer

## Baron van IJsselstein
De Nederlandse koning Willem-Alexander voert de adellijke titel Baron van IJsselstein. Zie Titels van de Nederlandse koninklijke familie.

## Trivia
- Inwoners van IJsselstein worden in de volksmond Apenluiers of Muggenspuiters genoemd.[5]